# Svratka
Svratka – miasto w Czechach, w kraju Wysoczyna.
Według danych z 1 stycznia 2024, liczba mieszkańców miasta wynosi 1418 osób (1061. miejsce w kraju wśród miejscowości; 547. miejsce wśród miast).

## Demografia
| Rok             | 1970  | 1980  | 1991  | 2001  | 2003  | 2008  | 2014  | 2016  | 2024  |
| --------------- | ----- | ----- | ----- | ----- | ----- | ----- | ----- | ----- | ----- |
| Liczba ludności | 1 612 | 1 666 | 1 675 | 1 592 | 1 539 | 1 491 | 1 416 | 1 430 | 1 418 |

Źródło: Czeski Urząd Statystyczny